# Хименес, Наташа
Наташа Хименес (исп. Natasha Jiménez) — транс и интерсекс активистка. В настоящее время является генеральным координатором MULABI. Член консультативного совета первого фонда по правам интерсекс-людей. Принимала участие в первых слушаниях по вопросам прав интерсекс-людей в межамериканской комиссии по правам человека.

## Правозащитная деятельность
Хименес занимается правозащитной деятельностью уже более 30 лет. Начала свою деятельность в феминистских и ЛГБТ-движениях в Латинской Америке и выступает в ряде национальных и международных правозащитных организациях.
В марте 2013 года Хименес вместе с Мауро Кабралом, Паулой Сандрин Мачадо и Пиджоном Пагонисом дали показания Межамериканской комиссии по правам человека по ситуации с нарушениями прав в отношении интерсекс-людей в Северной и Южной Америке. На первом слушании по этим вопросам в Комиссии каждый из них поделился своим личным опытом и поднял более важные проблемы, такие как «нормализация» операции на гениталиях интерсекс-детей.
В 2015 году Хименес присоединилась к международному консультативному совету по созданию первого фонда по правам интерсекс-людей, учрежденного организацией Astraea Lesbian Foundation for Justice. В 2016 году роль секретариата по вопросам интерсекс-людей в ILGA была передана Мириам ван дер Хав.

## Работы
Хименес участвовала в
- Inter: Erfahrungen intergeschlechtlicher Menschen in der Welt der zwei Geschlechter под редакцией Элизы Барт[7]
- What is the Point of a Revolution if I Can’t Dance от Джейн Барри и Елены Дордевич
- Interdicciones под редакцией Мауро Кабрал[1].